# Kirche Mariä Himmelfahrt und Karl der Große

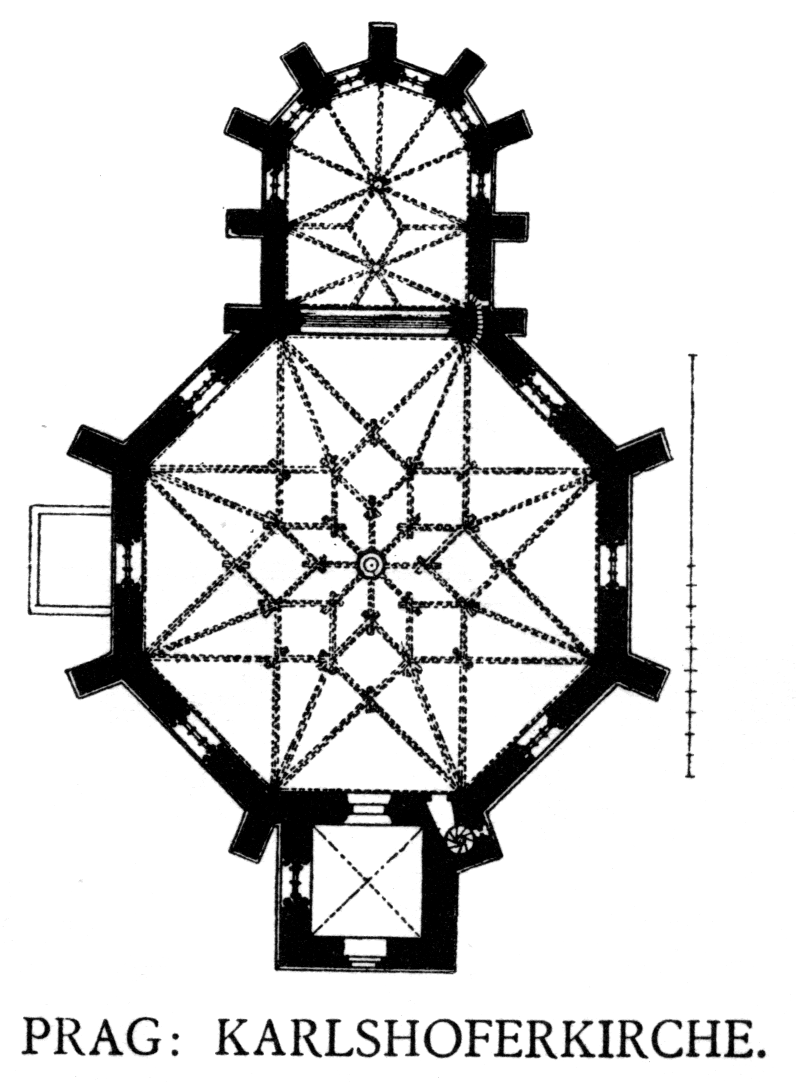
Grundriss der Stiftskirche

Die Kirche Mariä Himmelfahrt und Karl der Große (tschechisch Kostel Nanebevzetí Panny Marie a Karla Velikého na Karlově) ist ein katholisches Gotteshaus in der Prager Neustadt in Tschechien. Von 1350 bis 1784 war es Stiftskirche des Prager Chorherrenstifts Karlshof. Ab Anfang des 18. Jahrhunderts pilgerten viele Gläubige zu dem Gnadenbild der Muttergottes in der Hoffnung, das auch als „Jungfrau Maria von Karlshof“ verehrt wird.

## Geschichte
Die Kirche wurde zusammen mit dem Chorherrenstift Karlshof vom böhmischen und römisch-deutschen König Karl IV. im Jahre 1350 gegründet. Noch vor ihrer Vollendung wurde sie 1377 durch den Prager Erzbischof Johann Očko von Wlašim geweiht. Ihre Architektur sowie die Patrozinien „Mariä Himmelfahrt“ und Karl der Große verweisen auf das Aachener Marienstift.
Das monumentale Sternrippengewölbe des Oktogons mit einem Durchmesser von rund 23 Metern ist ein Werk des Hofarchitekten Bonifaz Wohlmut. Nach einer Inschrift auf dem Schlussstein wurde es erst 1575 fertiggestellt. Am Nordportal befindet sich ein plastischer Schmuck. 1708 wurde gegenüber dem Kircheneingang eine Heilige Stiege nach Entwurf des Architekten Johann Blasius Santini-Aichl erbaut und mit einer Statue der hl. Veronika geschmückt, die der Bildhauer Johann Georg Schlansowsky (Jan Jiří Šlanzovský, 1682–1752) schuf. Unter der Stiege befindet sich eine als Grotte gestaltete Kapelle der Geburt des Herrn und in einer Nische eine Weihnachtskrippe aus der Zeit um 1738. 1756 wurden die drei Kuppeln errichtet.
Unter Abt Thomas Johann Brinke (1729–1744) wurde die Kirche im Stil des Böhmischen Barocks durch den Architekten Franz Maximilian Kaňka umgestaltet. Den Hochaltar mit der plastischen Gruppe „Mariä Himmelfahrt“ schuf wahrscheinlich Johann Georg Schlansowsky, von dem auch die Plastiken auf der Chorempore sowie die Darstellung Mariä Heimsuchung und „Christus vor Pilatus“ auf den Säulenbalkonen stammen.

## Ausstattung
In der Kirche befinden sich folgende Altäre:
- Das als Gnadenbild verehrte Altargemälde der „Muttergottes in der Hoffnung“, das auch als „Jungfrau Maria von Karlshof“ bekannt wurde, schuf 1697 der Glatzer Maler Johann Georg Heinsch; Kopie; das Original wurde nach der Auflösung des Stifts 1784 in die St.-Apollinaris-Kirche verbracht.
- Hl. Salvator, Altargemälde von Johann Georg Heinsch (1697)
- Hl. Anna, Altargemälde von Johann Georg Heinsch (1708)
- Hl. Karl der Große, Altargemälde von Franz Theodor Dallinger (1738)
- Hl. Augustinus, Altargemälde von Johann Wenzel Spitzer (1756)
- Hl. Liborius, Altargemälde von Josef Joachim Redelmeyer (1771)